# Port morski Police

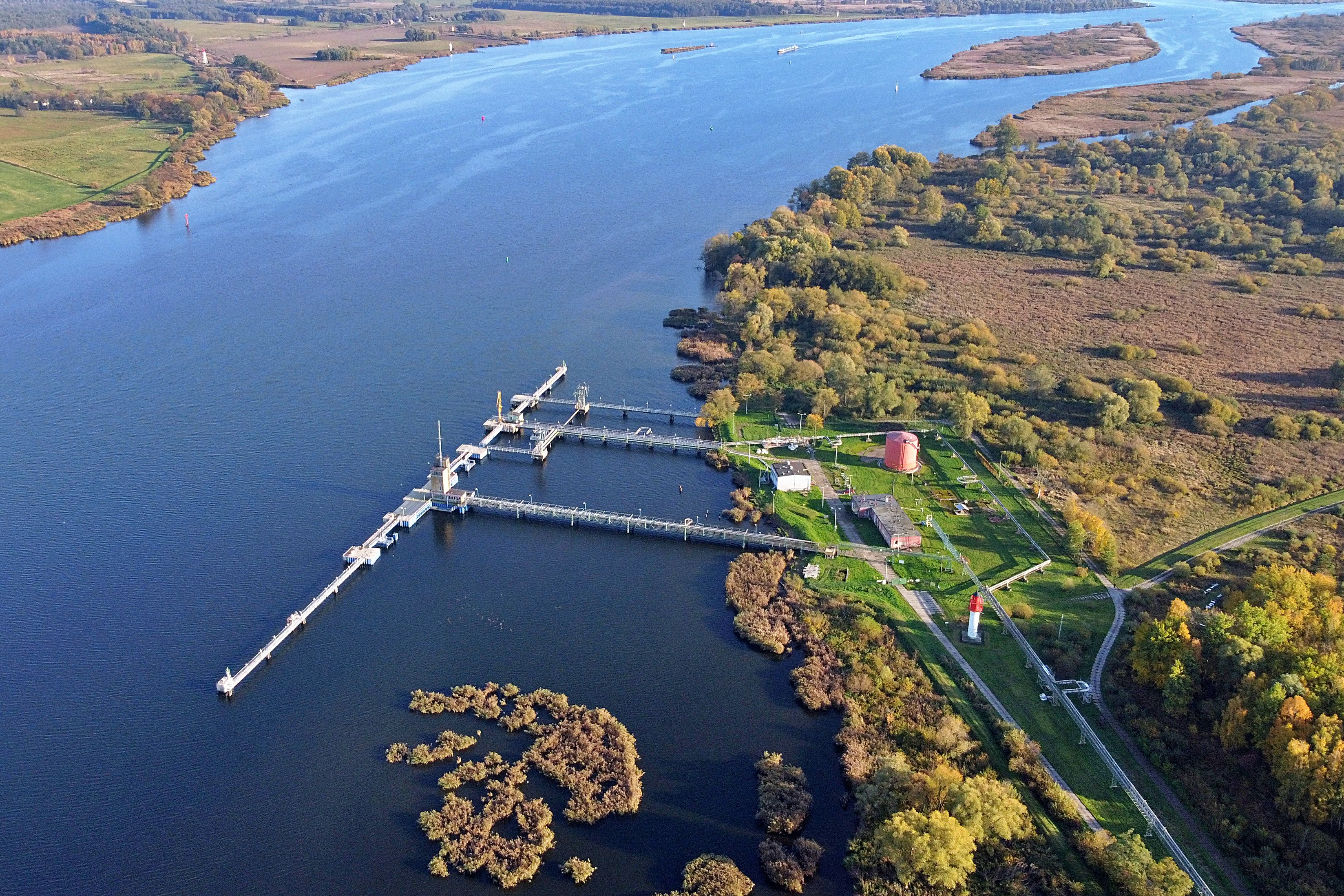
Terminal Mijanka w Porcie Morskim Police

Port morski Police – port morski i rzeczny na Odrze, w Policach, przy torze wodnym Świnoujście–Szczecin, czwarty pod względem wielkości przeładunków port w Polsce. Zbudowany pierwotnie w celu realizacji potrzeb transportowych miejscowych Zakładów Chemicznych Police, jednakże obsługuje również inne podmioty. Największy udział w strukturze przeładunkowej mają takie towary masowe, jak: fosforyty, apatyty ruda ilmenitowa, sól potasowa, nawozy mineralne, amoniak i kwas siarkowy. Rocznie w polickim porcie przeładowuje się ok. 2 mln ton towarów.

## Lokalizacja
Port morski jest zlokalizowany w Dolinie Dolnej Odry, nad Odrą oraz połączonymi z nią kanałami. Nabrzeża znajdują się nad Odrą, tj. nad nazwanymi jej odcinkami: Domiążą oraz Kanałem Polickim (Wąskim Nurtem), a także nad Polickim Nurtem (ujście rzeki Łarpi), basenem Terminala Barkowego oraz ujściem rzeki Gunicy.
Rozpiętość obszaru administracyjnego portu morskiego obejmuje 8,7 km długości wzdłuż Odry. Granice portu morskiego w Policach reguluje rozporządzenie Ministra Infrastruktury z 2005 r. (zmienione w 2009 r.). Granice obejmują głównie obszar miasta Police, ale także gminy Goleniów (północno-wschodnie wybrzeże Domiąży i wyspa Raduń) oraz przy ujściu Odry do Roztoki Odrzańskiej małe obręby wód Odry w obszarze wiejskim gminy Police i gminy Goleniów.
Odcinek Odry pomiędzy Zalewem Szczecińskim a wodami portu morskiego Szczecin ma status morskich wód wewnętrznych.
Port morski składa się z czterech części, usytuowanych przy zachodnim (lewym) brzegu Odry:
- Terminal Morski (pot. Port Morski)
- Terminal Mijanka (pot. stanowisko przeładunkowe „Mijanka”)
- Terminal Barkowy (pot. Port Barkowy)
- Terminal Jasienica na rzece Gunica

W granicach portu znajdują się następujące wyspy na Odrze: Wielki Karw, Mały Karw, Długi Ostrów, Raduń, Kopina, Mnisi Ostrów. Nie pełnią one jednak funkcji nabrzeży portowych.

## Warunki nawigacyjne

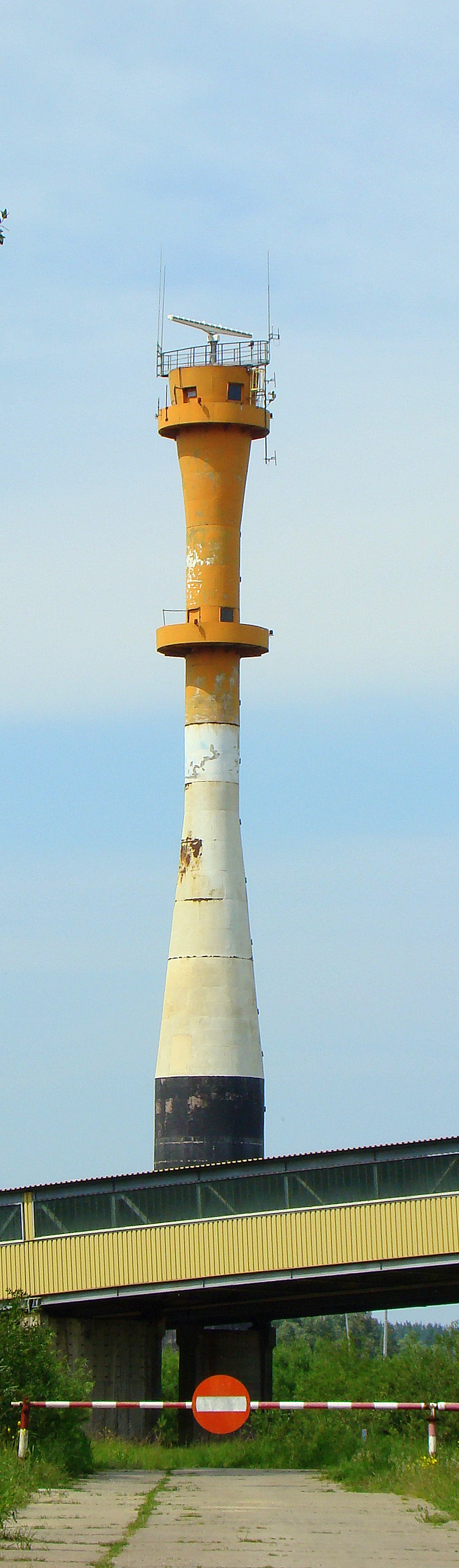
Stawa w porcie

Port podlega nadzorowi Kapitanatu Portu Szczecin.
Zasady ruchu statków w Terminalu Morskim:
1. długość całkowita statków nie może przekraczać 215 m, a szerokość całkowita 31 m;
2. zanurzenie statków wchodzących i wychodzących z Portu Morskiego Police nie może przekraczać 9,15 m przy długości całkowitej do 170 m;
3. wzajemny stosunek dopuszczalnych długości, szerokości i zanurzenia dla statków o długości całkowitej ponad 170 m wchodzących do portu określają przepisy portowe;
4. statki o długości całkowitej powyżej 120 m dopuszcza się do ruchu przy widzialności nie mniejszej niż 0,5 Mm;
5. statki o długości całkowitej powyżej 120 m do 160 m dopuszcza się do ruchu przy widzialności mniejszej niż 0,5 Mm, o ile w rejonie ograniczonej i złej widzialności zachowane są warunki przejścia w jednym kierunku;

Zasady ruchu statków w Terminalu Barkowym:
1. maksymalna długość całkowita statków mogących zawijać do portu – 120 m;
2. aktualne dopuszczalne zanurzenie statków określa Kapitan Portu Szczecin;
3. podczas obracania statku o długości całkowitej większej niż 85 m, na przeciwległym nabrzeżu nie może znajdować się żadna inna jednostka pływająca.

Do korzystania z usług pilota obowiązane są statki oraz zestawy pchane lub holowane o długości całkowitej 50 m i większej, a także statki, bez względu na długość, które mogą stanowić zagrożenie dla bezpieczeństwa żeglugi i porządku portowego oraz statki pasażerskie podczas przewozu pasażerów bez względu na długość.
Korzystanie z pomocy holowników podczas wejścia do portu obowiązuje statki:
1. o długości całkowitej powyżej 120 m cumujące w Terminalu Morskim – od trawersu stawy Krępa Górna do miejsca zacumowania;
2. o długości całkowitej do 120 m – w odległości 1500 m od miejsca cumowania.

## Działalność
| Grupy ładunków | Obroty [tys. ton] | %      |
| -------------- | ----------------- | ------ |
| Węgiel i koks  | 10,2              | 0,42%  |
| Rudy           | 71,7              | 2,93%  |
| Inne masowe    | 2363,6            | 96,65% |
| Razem (Σ)      | 2445,5            | 100%   |

Do portu morskiego Police w 2006 r. zawinęło 286 statków o pojemności brutto większej niż 100. Łączna pojemność netto tych statków wynosiła 872,4 tys. NRT, a 148 statków o łącznej pojemności netto 592,8 tys. NRT posiadało ładunek.
W 2006 r. do portu w Policach zawinęły/zawinęło: 52 zbiornikowce, 203 masowce, 31 drobnicowców niespecjalizowanych.
Całkowite obroty ładunkowe portu w 2006 r. wynosiły 2445,5 tys. ton, co stanowiło 4,05% udziału w przeładunkach polskich portów.
Obroty ładunkowe bez wagi własnej kontenerów i jednostek tocznych wynosiły 2109,8 tys. ton, z czego 2088,7 tys. ton przeładowano w międzynarodowym obrocie morskim i 21,1 tys. ton w krajowym obrocie morskim.

## Infrastruktura
Całkowita długość nabrzeży w porcie morskim Police w 2006 r. wynosiła 1000 m. Są to nabrzeża przeładunkowe nadające się do eksploatacji.
Kotwicowisko, usytuowane na północny zachód od północnego skraju wyspy Mnisi Ostrów (Wyspa Mnichów), jest przeznaczone dla statków o zanurzeniu do 8,5 m.

### Terminal Barkowy

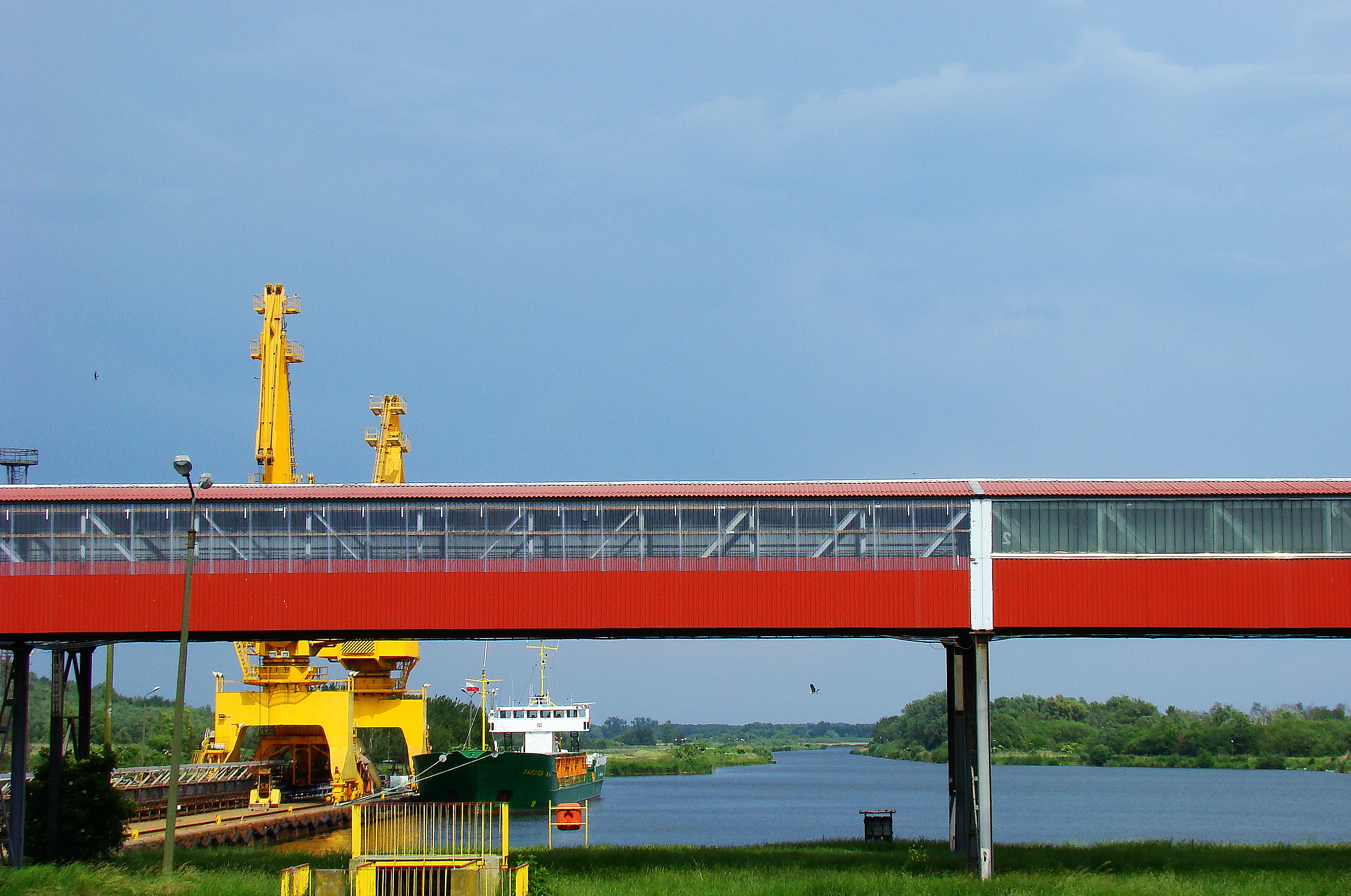
Terminal Barkowy – w tle kanał portowy

Terminal Barkowy położony w bezpośrednim sąsiedztwie Zakładów Chemicznych „Police”, w rejonie ul. Jasienickiej w Policach. Posiada nabrzeże o długości 2 × 200 m i głębokości eksploatacyjnej 4,5 m. W porcie barkowym obsługiwane są barki i statki o długości do 120 m i zanurzeniu 4 m, tj. ok. 3000 DWT.

### Terminal Morski
Terminal Morski znajduje się nad brzegiem Kanał Polickiego (Wąskiego Nurtu). W tej części portu są dwa stanowiska – wyładunkowe i załadunkowe – na nabrzeżu o długości 415 m i głębokości konstrukcyjnej 12,5 m. Port przyjmuje statki do długości 200 m i o zanurzeniu do 9,15 m.

### Terminal Mijanka
Stanowisko przeładunkowe „Mijanka” znajduje się na wyspie Polickie Łąki (ul. Goleniowska w Policach) nad brzegiem Domiąży.
Nabrzeże o długości 200 m i głębokości eksploatacyjnej 8,4 m przeznaczone jest do przeładunku produktów płynnych (amoniak, kwas siarkowy). Na stanowisku tym mogą być obsługiwane statki o długości do 140 m (do 10 000 DWT).

## Historia
- 1967 – przystąpienie do budowy portu barkowego, który oddano do eksploatacji w 1970 r.
- 1979 – podjęcie decyzji o budowie na Odrze portu morskiego. Budowa portu miała związek z rozbudową Zakładów Chemicznych „Police”
- 1998 – przeładunek 40-milionowej tony towarów, a przeładunki sięgnęły 2,9 mln ton – głównie fosforyty w imporcie i nawozy w eksporcie
- 2004 – Zarząd Z.Ch. „Police” SA podjął decyzję o powołaniu spółki zarządzającej zakładowym portem. Uchwała o utworzeniu spółki „Port Morski w Policach sp. z o.o.” została przyjęta przez radnych gminy Police

W 1992 r. Minister Transportu i Gospodarki Morskiej ustalił granice portu morskiego w Policach. Granice portu zostały zmienione pół roku później.